# Мала Вишенька
Мала́ Ви́шенька — колишнє село у Яворівському районі. Відселене в 1940 та 1947 роках у зв'язку з утворенням Яворівського військового полігону. Поруч знаходяться колишні села Баси, Баніти, Микіщаки, Лютова, Калили, Крущини, присілок Малотин.

## Постаті
Уродженці села:
- проф. Володимир Радзикевич — український літературознавець і педагог. Директор українських гімназій часів німецької окупації та на еміґрації.
- Гера Олексій Григорович (1934—2006) — художник по декоративному склу, заслужений майстер народної творчості України, член НСХУ.